# عملية بوكسر
عملية بوكسر أو عملية الملاكم كانت سلسلة من الهجمات والغارات الجوية الإسرائيلية على طول قناة السويس في يوليو 1969. وهي أول عملية رئيسية للقوات الجوية الإسرائيلية منذ حرب 1967، وقد مثلت العملية مرحلة جديدة في حرب الاستنزاف.

## خلفية تاريخية
مقالة مفصلة: حرب الاستنزاف
على الرغم من انتصار إسرائيل الساحق في حرب 1967، غابت الجهود الدبلوماسية في السنوات التالية لحل القضايا في خضم الصراع العربي الإسرائيلي. وفي سبتمبر 1967، صاغت الدول العربية في قمة الخرطوم سياسة «اللاءات الثلاث»، لا صلح ولا اعتراف ولا تفاوض مع إسرائيل. ولاعتقاده بأن «ما أُخذّ بالقوة، لا يسترد إلا بالقوة»، سرعان ما استأنف الرئيس جمال عبدالناصر الأعمال القتالية على طول قناة السويس. التي أخذت في بدايتها شكل قصف مدفعي محدود وغارات في سيناء، لكن بحلول عام 1969، كان الجيش المصري مستعداً لعمليات أكثر اتساعاً. ففي الثامن من مارس، أعلن عبد الناصر انطلاق حرب الاستنزاف رسمياً، والتي اتسمت بقصف واسع النطاق على طول القناة، مع عمليات قنص دقيق وغارات لقوات الصاعقة. واشتد القتال مع اقتراب فصل الصيف.
كان الجيش المصري قادراً على الحفاظ على حرب ثابتة طويلة ومكلفة، نظراً لتفوقه العددي والمدفعي على القوات الإسرائيلية. لذلك، سعت إسرائيل إلى إظهار تفوقها الجوي لردع مصر عن مواصلة الحرب، وفي أوائل يوليو 1969، أُعطيت تعليمات للقوات الجوية الإسرائيلية بإعداد هجوم ضخم على المواقع المصرية على الضفة الغربية من قناة السويس. التي خرجت بخطة بالاسم الرمزي «بوكسر 1» عبارة عن هجوم تدريجي يبدأ من الطرف الشمالي للقناة، حيث الدفاعات ضعيفة نسبياً، ثم يتجه إلى الجنوب.
قبل بداية العملية ضد المواقع المصرية، سعى الجيش الإسرائيلي إلى تحييد موقع محطة رادار الإنذار المبكر وموقع استخبارات الإشارة (ELINT) على الجزيرة الخضراء، وهي جزيرة محصنة بقوة تقع بالقرب من المدخل الجنوبي لقناة السويس. حيث اعتبر وجودها تهديداً محتملاً للطائرات الإسرائيلية العاملة في المنطقة، لذلك تعرضت الجزيرة لهجوم القوات الخاصة الإسرائيلية في 19 يوليو كجزء من عملية بولموس 6، التي دمرت دفاعاتها المضادة للطائرات ورادار الإنذار المبكر. كما قصفتها طائرات سكاي هوك من السرب 115 الإسرائيلي قبل بدء الهجوم، في حين شارك زوج من مروحيات بيل 205 من السرب 124 في إخلاء القوات الإسرائيلية بعد انسحابها.

## العملية

### بوكسر 1
بدأت عملية «الملاكم الأول» الساعة 14:00 يوم الأحد 20 يوليو 1969، بضرب زوج طائرات ميراج من السرب 117 لبطارية سام-2 غرب بورسعيد. وبمجرد أن عطلتا جهاز التتبع الراداري (Fan Song) الملحق بالبطارية، دمرت طائرات سكاي هوك من السرب 109 بقية منشآتها. وكنتيجة لضعف الدفاعات الجوية المصرية، هاجمت أسراب الطيران الإسرائيلي المواقع المصرية في جميع أنحاء القطاع. ضمت الطائرات الهجومية طائرات سكاي هوك إضافية من السرب 109 و102 و115 وطائرات داسو سوبر ميستير من السرب 105 وداسو ميستير من السرب 116، بالإضافة إلى داسو أوراجان من السرب 113 وطائرات سود-أويست فوتور من السرب 110. وبحلول الساعة 17:00، نفذ سلاح الجو الإسرائيلي 171 طلعة جوية وأسقط حوالي 200 طن من القنابل.
جرت هذه الضربات الجوية دون تدخل من القوات الجوية المصرية، كونها كانت مفاجئة لمصر. غير أن الطيران المصري نفذ هجومه الخاص على المعاقل الإسرائيلية على طول الضفة الشرقية للقناة بمجرد أن هدأت الغارات الإسرائيلية. حيث شاركت 60 طائرة مصرية في هذه الهجمات، بطائرات ميج-17 وسوخوي-7 ترافقها مقاتلات ميج-21. انطلقت ست طائرات ميراج من السرب 101 من مطار المليز إضافة إلى زوج آخر أقلع من مطار حتسور لاعتراض الطائرات المصرية. وفي المعارك التالية، تمكن كلا من غيورا يويلي وغيورا إبستاين من إسقاط طائرتي ميج-17، بينما أسقط يفتاح سبيكتور أيضاً طائرة ميج-21، تكلف ذلك سقوط طائرتي ميراج إسرائيليتين وقد أفلتت طائرة ميج-17 من مرمى نيران الطيارين إيتان بن إلياهو وإيلي زوهار. لكنها سقطت فريسة لأحد صواريخ بطارية إم آي إم-23 هوك، بينما سقطت سوخوي-7 أخرى بفعل نيران المدفعية المضادة للطائرات.

### بوكسر 2
كنتيجة للنتائج المرضية لعملية «بوكسر 1»، قرر سلاح الجوالإسرائيلي تنفيذ ضربات إضافية. وفي 21 يوليو هاجمت أربعة طائرات سكاى هوك من السرب 109 بطارية دفاع جوي بالقرب من القنطرة غرب استعداداً لمعركة اليوم التالي. جرت عملية «بوكسر 2» في يوم 24 يوليو باستهداف المواقع المصرية على طول قطاع وسط القناة. بدأ القتال في هذا اليوم بتدمير طائرتي ميراج من السرب 119 لمحطة رادار في جبل عتاقة. بينما وجهت الضربات اللاحقة في المقام الأول إلى مواقع بطاريات سام والمدفعية المضادة للطائرات، بمجموع 161 طلعة جوية نفذها الطيران الإسرائيلي طوال هذا اليوم. تلى ذلك رد مصري بمهاجمة المواقع الإسرائيلية على طول القناة وساحل سيناء. واشتبكت الطائرات المهاجمة مرة أخرى مع طائرات الميراج الإسرائيلية نحو التي تمكنت من إسقاط ثلاث طائرات مصرية: تقاسم كلاً من شموئيل غوردون وميخائيل زوك في إسقاط سوخوي يو-7 وأسقط ران غورين سوخوي-7، بينما أسقط شلومو نيفوت ميج-21 بصاروخ شافرير 2. كما زعم أيضاً سقوط طائرتين ميج-17 بفعل بطارية هوك، وسوخوي-7 بنيران مدافع بوفورز 40 ملم.

### بوكسر 3
وقعت «بوكسر 3» في اليوم التالي، 25 يوليو، حيث قصفت الطائرات الإسرائيلية المواقع المصرية مرة أخرى. وشهد هذا اليوم حادث نيران صديقة إسرائيلية عندما أصابت طائرة ميراج من السرب 101 طائرة ميراج من السرب 119، ومع ذلك تمكنت الطائرة المتضررة من العودة إلى قاعدتها بسلام.

### بوكسر 4 و5
استمرت الضربات الإسرائيلية في 26 يوليو بعملية «بوكسر 4» و«بوكسر 5» في يوم 27 يوليو، نفذت خلالهما العديد من طائرات سكاي هوك من السرب 109 هجوماً ليلياً.

### بوكسر 6
كانت هذه آخر عملية من هذه السلسلة من الضربات الإسرائيلية، جرت في 28 يوليو 1969، حيث اشتبكت الميراج الإسرائيلية مرة أخرى مع ميج-21 المصرية، مع ذلك لم يخسر الجانبين أي طائرة.

## النتيجة
خلال عملية بوكسر أجرى الطيران الإسرائيلي حوالي 500 طلعة جوية، أضرت بالدفاعات الجوية المصرية وألحقت أضراراً كبيرة بالتحصينات والمدفعية المصرية على طول قناة السويس. وقٌدرت الخسائر المصرية بنحو 300 جندي. أدى نجاح العملية تكتيكياً، إلى وقف مؤقت للقتال على طول القناة. لكن على المدى الطويل، تعافى الجيش المصري من الخسائر التي تكبدها واستمر القتال بقوة أكبر. فشلت عملية بوكسر في ردع مصر من الاستمرار في حرب الاستنزاف. التي فقدت مسبقاً ماء وجهها بفعل هيمنة القوات الجوية الإسرائيلية خلال حرب 1967، وبدلاً من أن يغير القتال الذي جرى في يوليو 1969 من التوجهات المصرية جاء ليسبب مزيداً من تصاعد التوترات القائمة على طول الحدود. وهذا بدوره سيجعل القوات الجوية الإسرائيلية تلعب دور «المدفعية الطائرة» للجيش الإسرائيلي، للتغلب على فجوة التباعد (المدفعي والعددي) بين القوات المصرية والإسرائيلية، هذا الدور الذي تردد الطيران الإسرائيلي سابقاً في لعبه، سيؤدي إلى توسع دائرة القتال.